# Shizuoka (thành phố)
Thành phố Shizuoka (tiếng Nhật: 静岡市 Shizuoka-shi, Tĩnh Cương thị) là thành phố thủ phủ của tỉnh Shizuoka, Nhật Bản.
Thành phố được thành lập từ ngày 1 tháng 4 năm 1889. Năm 2003, thành phố Shimizu liền kề được sáp nhập vào và thành một khu của Shizuoka, cho phép Shizuoka trở thành đô thị quốc gia của Nhật Bản vào năm 2005. Ngày 31 tháng 3 năm 2006, thị trấn Kanbara lại được sáp nhập thêm vào thành phố Shizuoka.
Shizuoka là thành phố kết nghĩa với thành phố Huế của Việt Nam.

## Nhân khẩu
Vào năm 2006, dân số của thành phố Shizuoka ước tính khoảng 713.333 người. Mật độ dân số khoảng 513,65 người/km² trên tổng diện tích là 1388.74 km².

### Phân khu
- Aoi-ku
- Suruga-ku
- Shimizu-ku

## Kinh tế
Năm 2004, thành phố Shizuoka có 39.237 cơ sở thương mại, đứng đầu trong tỉnh Shizuoka. Cơ cấu kinh tế của thành phố như sau: nông nghiệp 0,1%, công nghiệp 26,9% và dịch vụ 73%. 

### Nông nghiệp
Tuy chiếm cơ cấu vô cùng nhỏ bé song ngành nông nghiệp của Shizuoka rất phát triển. Các loại cây trồng chủ yếu ở Shizuoka là chè xanh, dâu tây, wasabi, cam chanh, hoa sen và hoa hồng. Cảng Shimizu của thành phố là nơi tập trung nhiều nhất sản lượng cá ngừ của Nhật Bản.

### Ngư nghiệp
Cảng Shimizu chiếm giữ sản lượng đánh bắt cá tuna lớn nhất ở Nhật Bản. Cảng Kanbara đánh bắt được một lượng sakura ebi dồi dào.
Cảng Mochimune đánh bắt được shirasu sardines với số lượng rất lớn.

### Ẩm thực
- Oden
- Gyoza
- Soba
- Đồ biển
- Zoni
- Tororo

## Văn hóa

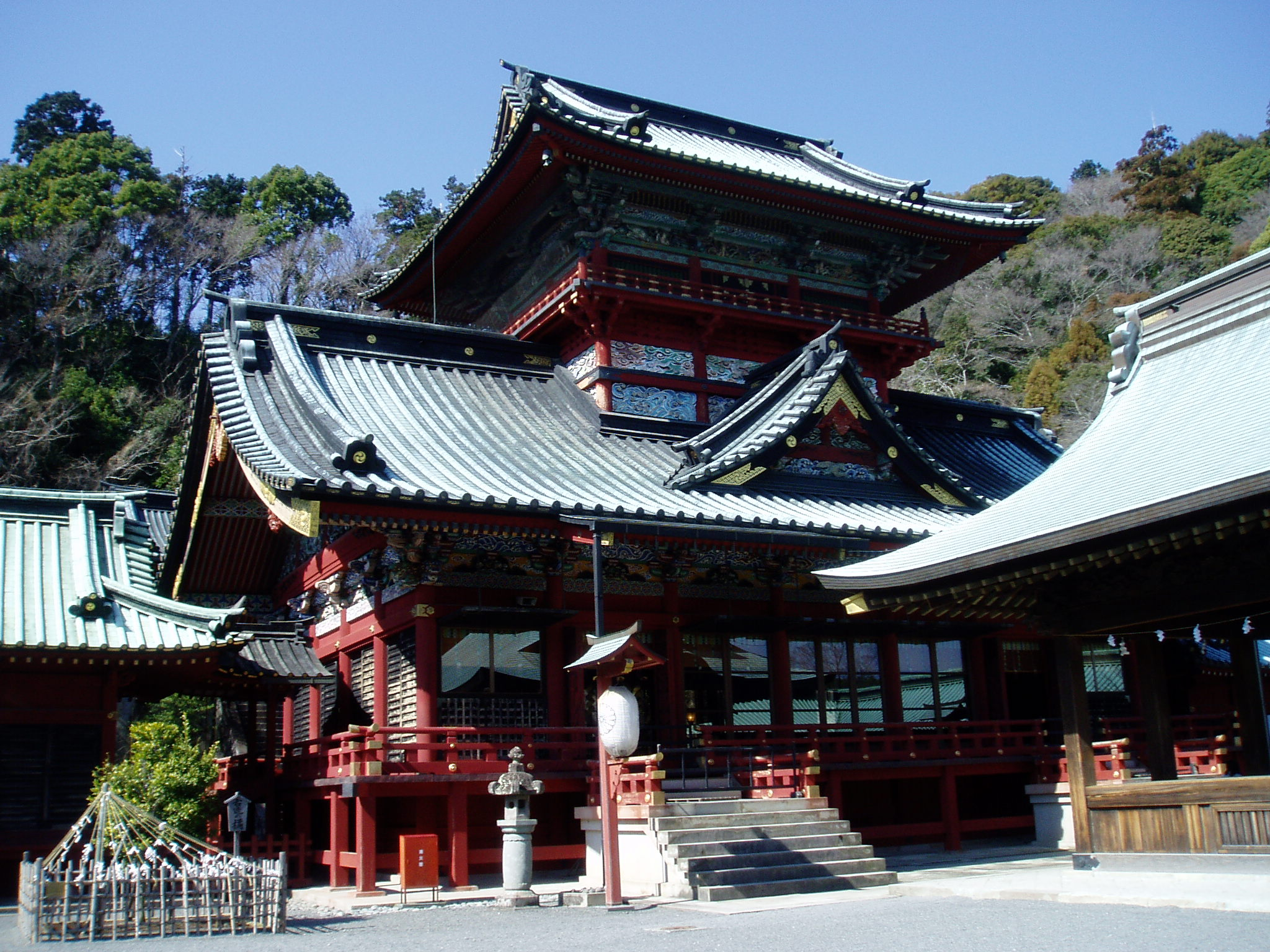
Một ngôi đền của đạo Shinto ở thành phố Shizuoka

Có 3 lễ hội chính được tổ chức hàng năm tại thành phố Shizuoka:
- Shizuoka Matsuri: lễ hội này được tổ chức vào tháng 4 khi hoa anh đào nở rộ và người dân tổ chức lễ hội ngắm hoa anh đào. Mọi người noi theo phong tục cũ rước daimyo (chúa đất) đến lăng Sengen để ngắm hoa.
- Abekawa Hanabi: lễ hội pháo hoa được tổ chức vào cuối tháng 7 hàng năm.
- Daidogen: lễ hội đường phố quy tụ nhiều nghệ sĩ về ảo thuật, xiếc được tổ chức vào tháng 11.

## Truyền thông

### Báo chí
Tờ Shizuoka Shimbun là tờ báo chính của vùng.

### Truyền hình
- NHK Shizuoka

NHK Shizuoka Educational Channel
- Shizuoka Broadcasting System
- TV Shizuoka
- Shizuoka Daiichi Television
- Shizuoka Asahi Television

### Truyền hình cáp
Shizuoka Cable Television (Dream Wave Shizuoka)

### Radio
- NHK1 882 kHz
- NHK2 639 kHz FM88.8 MHz
- SBS 1404 kHz
- K-MIX 79.2 MHz
- FM・Hi！76.9 MHz
- Marine Pal (FM Shimizu) 76.3 MHz
- Guzen Media Japan

## Giáo dục
- Đại học Shizuoka (Shizuoka University)
- Đại học Shizuoka (University of Shizuoka)
- Đại học Tokai
- Đại học Tokoha Gakuen
- Đại học Shizuoka Eiwa Gakuin

## Công dân tiêu biểu
- Kazuyocshi Miura (cầu thủ bóng đá)
- Yoshitaka Amano (họa sĩ)
- Kazuyoshi Hoshino (vận động viên đua xe)
- Riyo Mori (Hoa hậu Hoàn vũ 2007)
- Momoko Sakura (họa sĩ manga)
- Keiko Masuda (ca sĩ)

## Hình ảnh

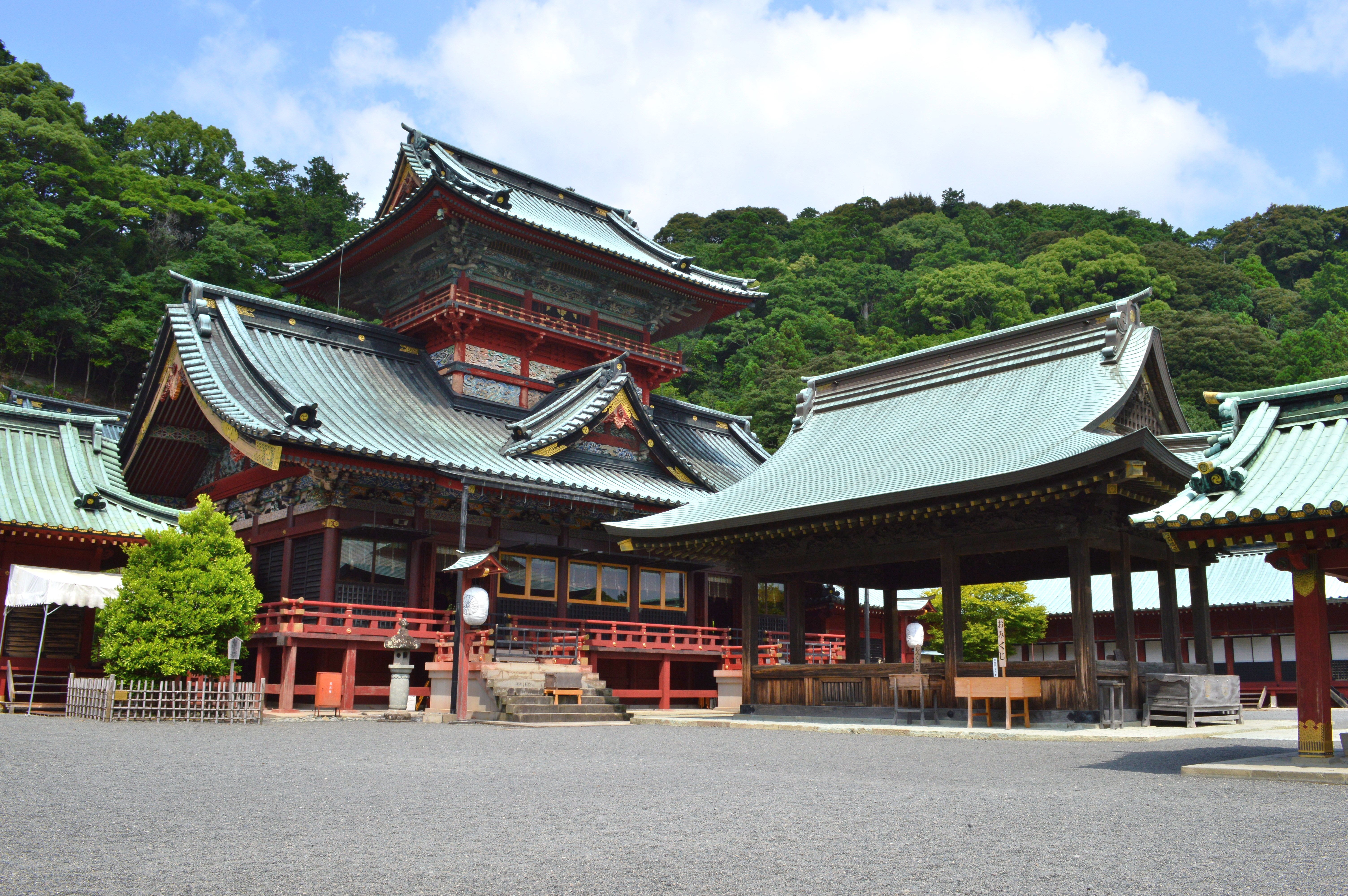
静岡浅間神社
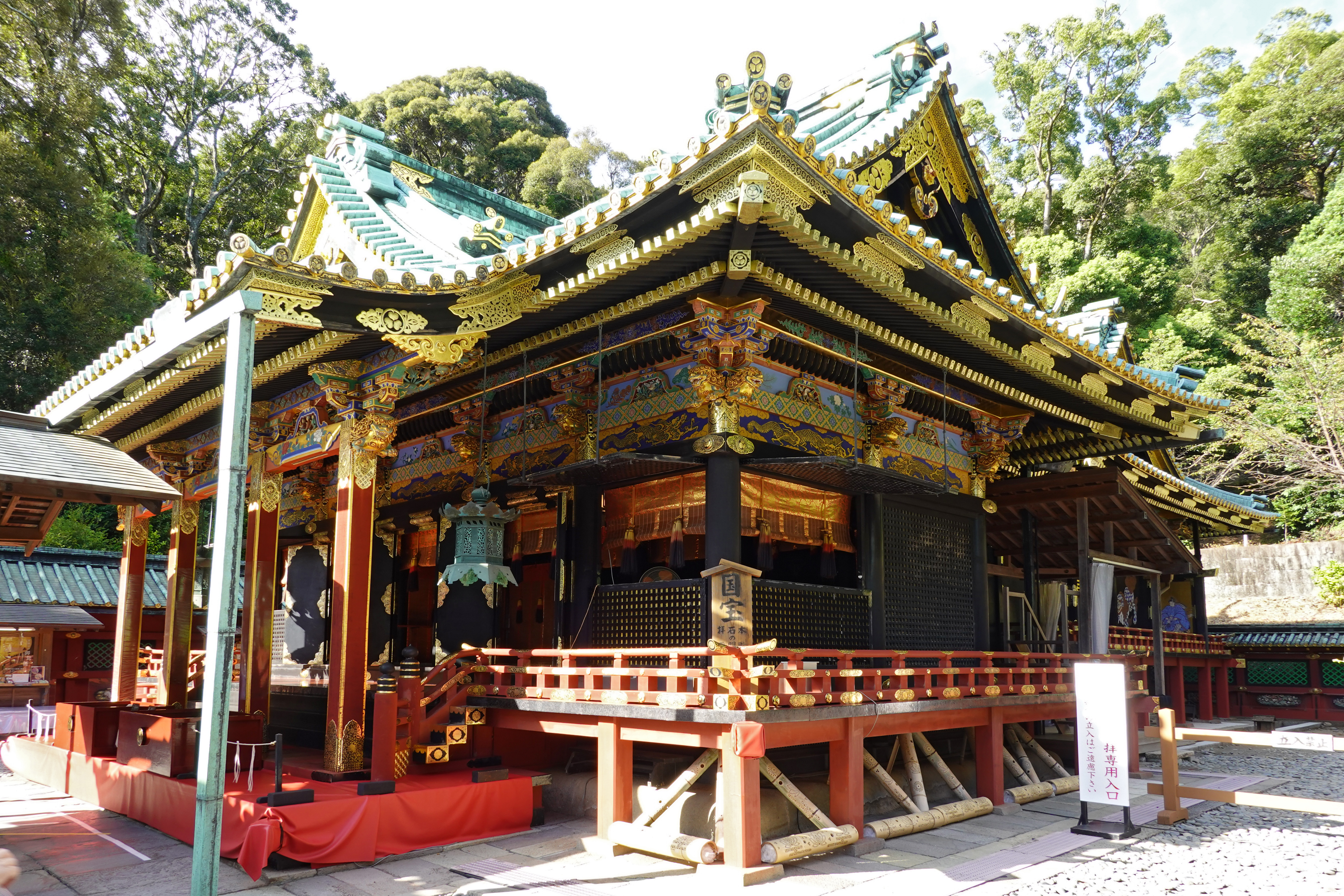
久能山東照宮
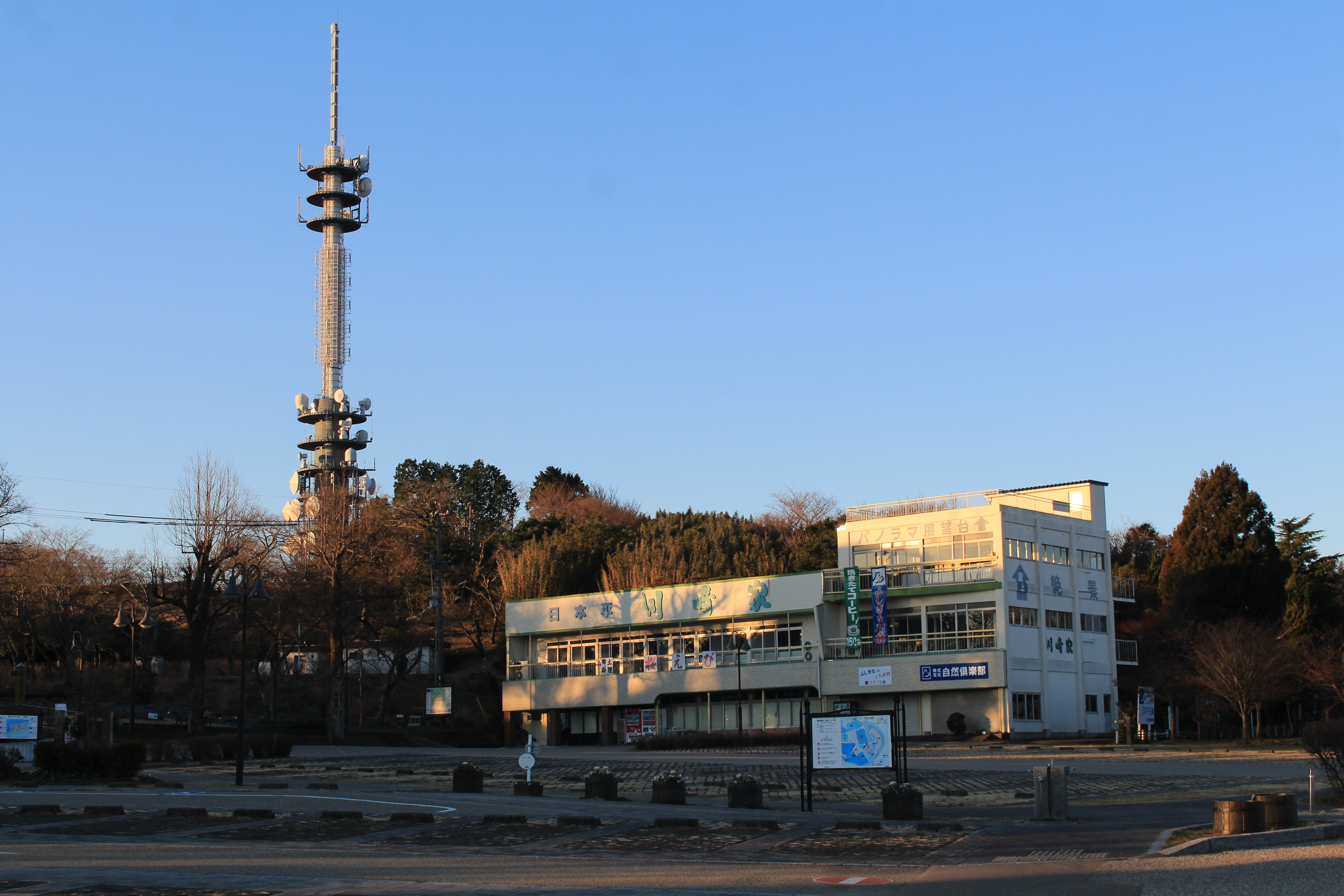
日本平
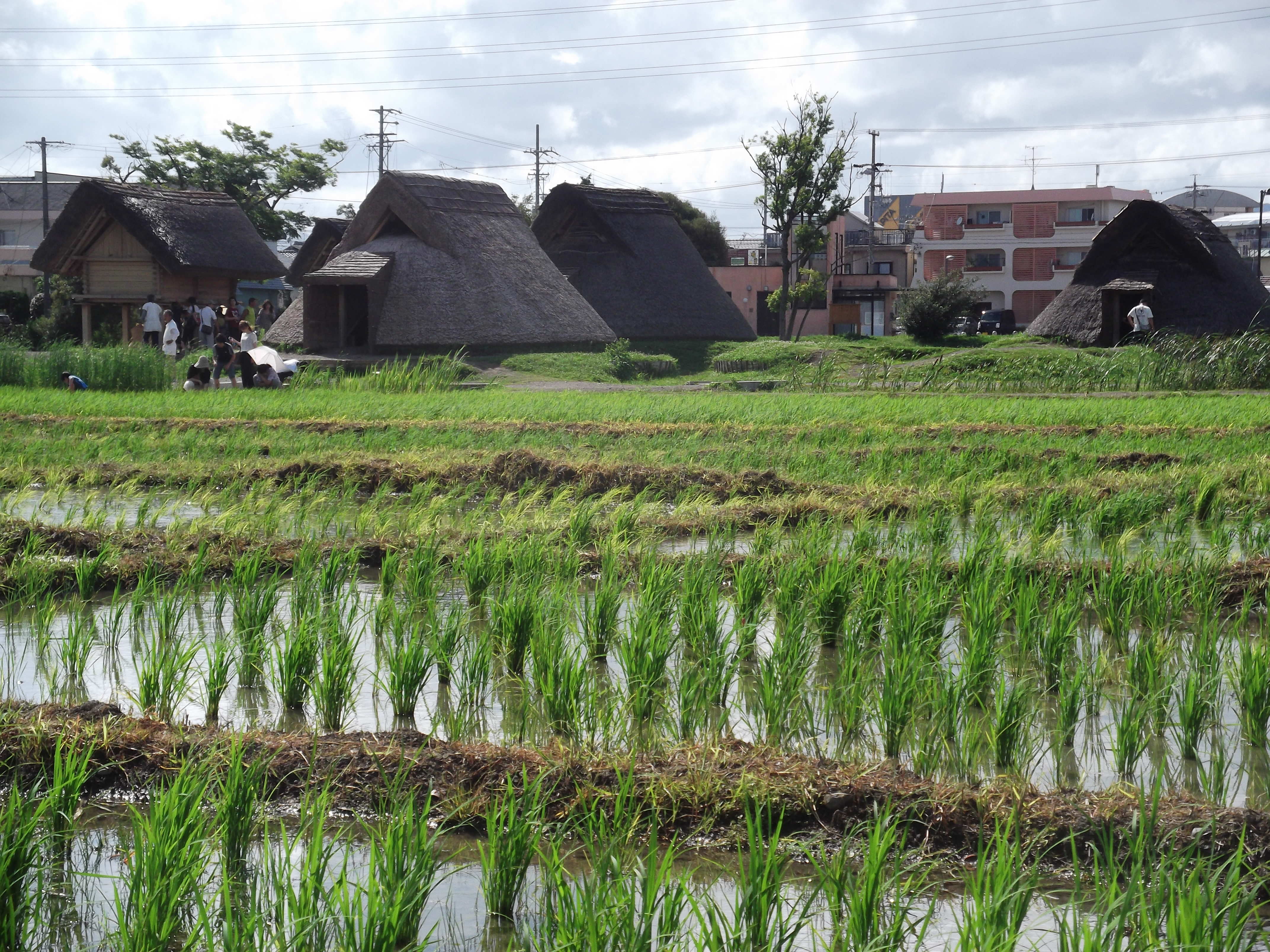
登呂遺跡
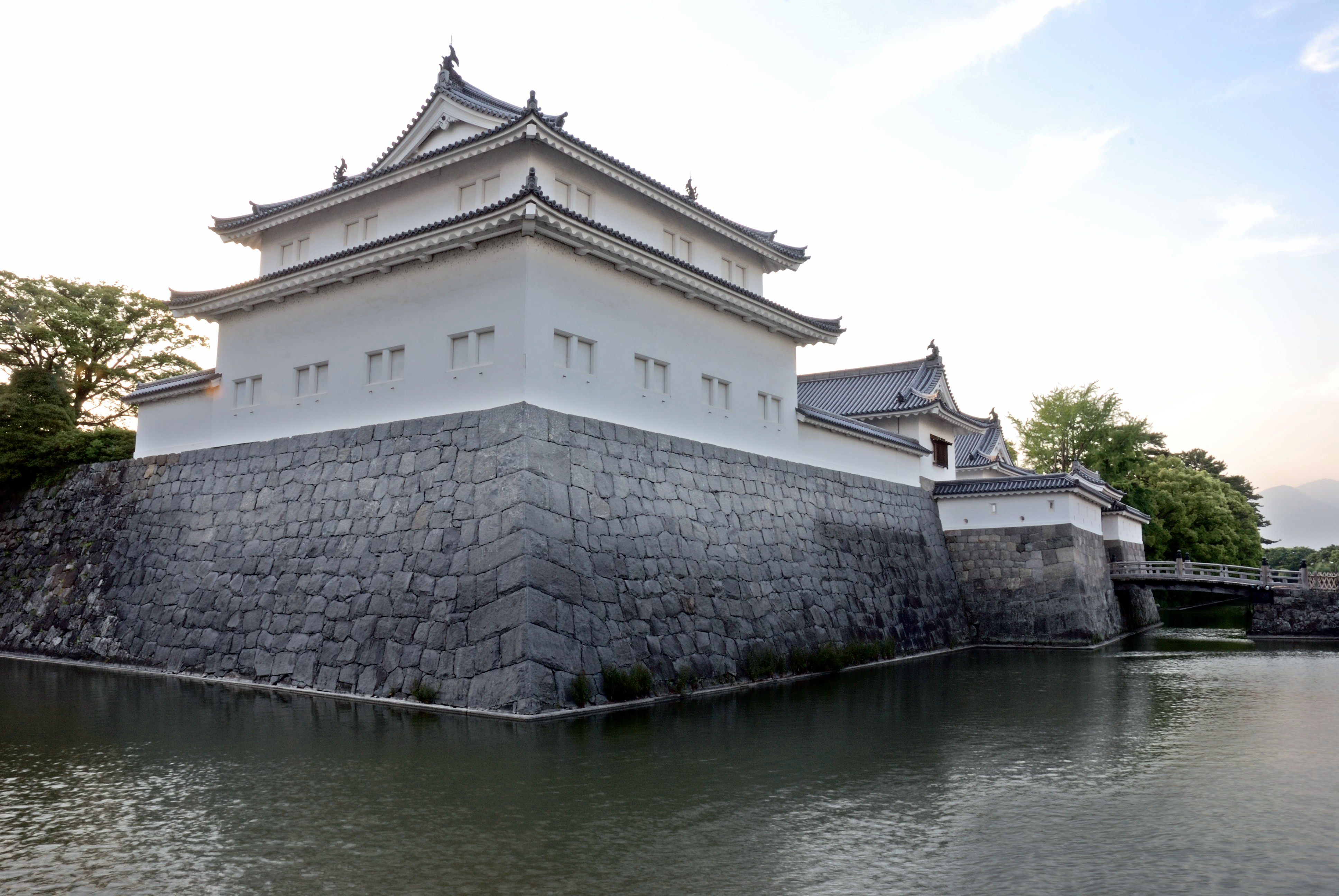
駿府城
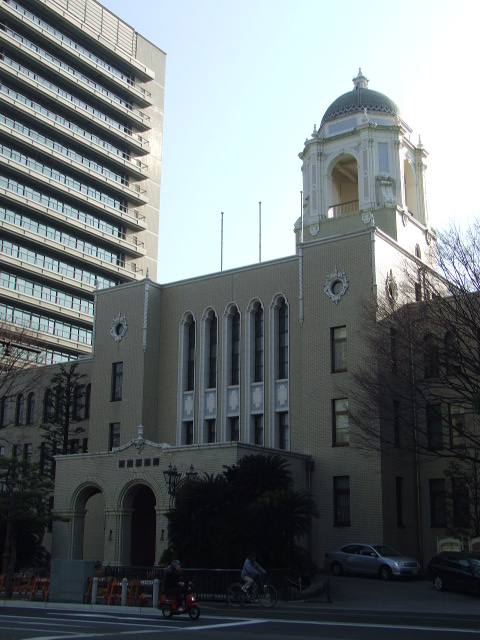
静岡市役所
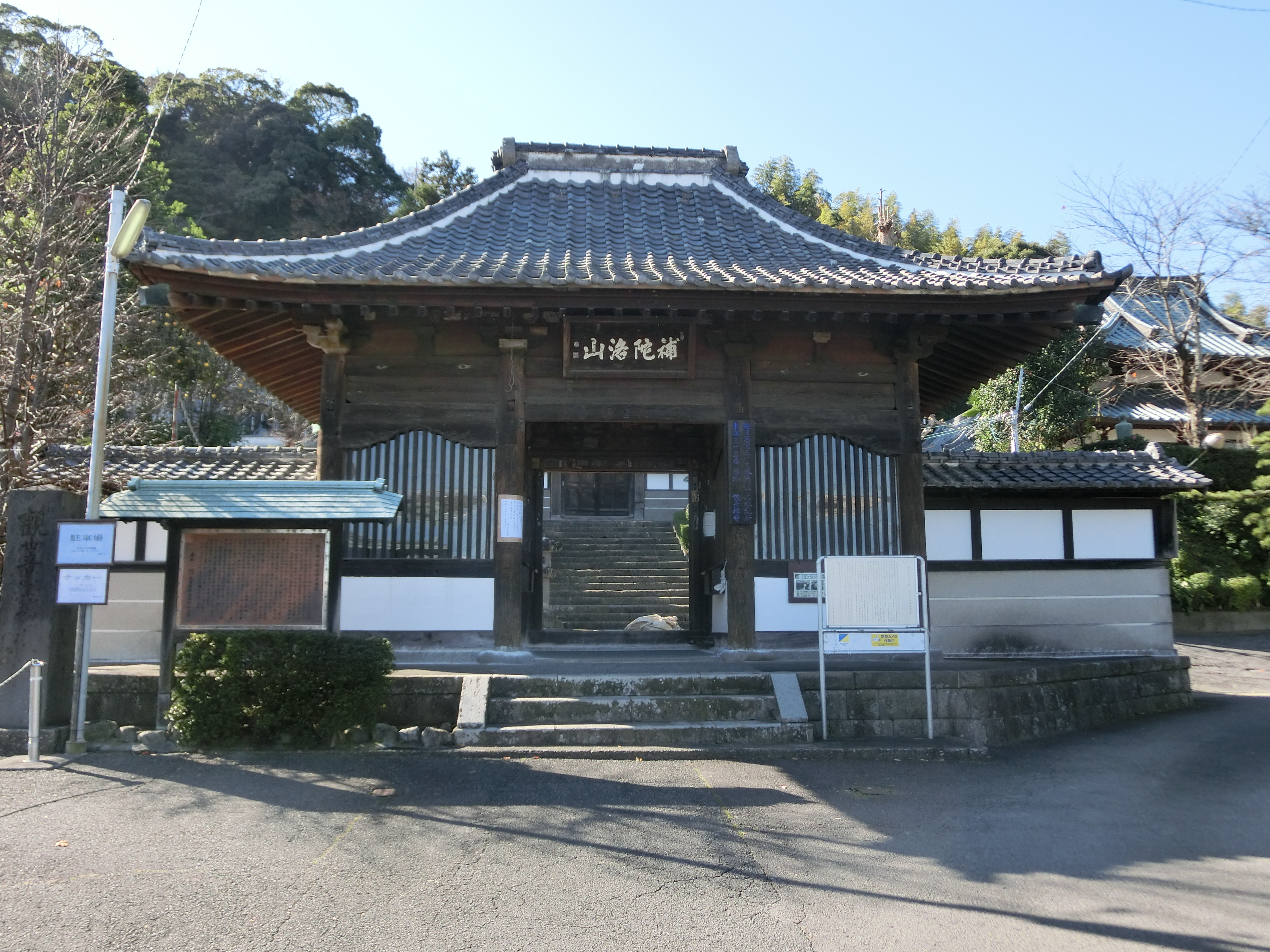
鉄舟寺
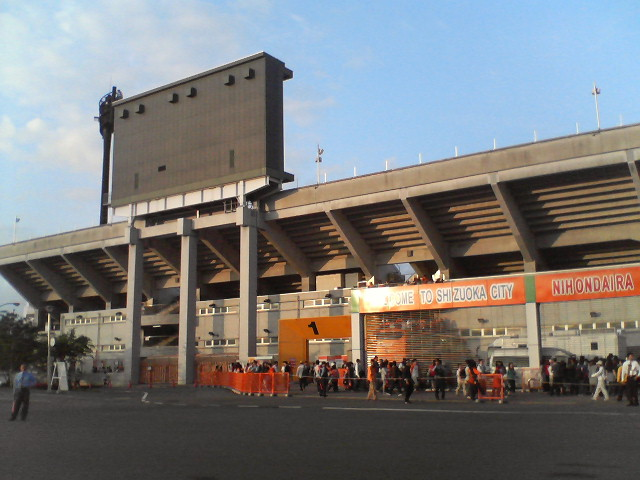
日本平運動公園球場
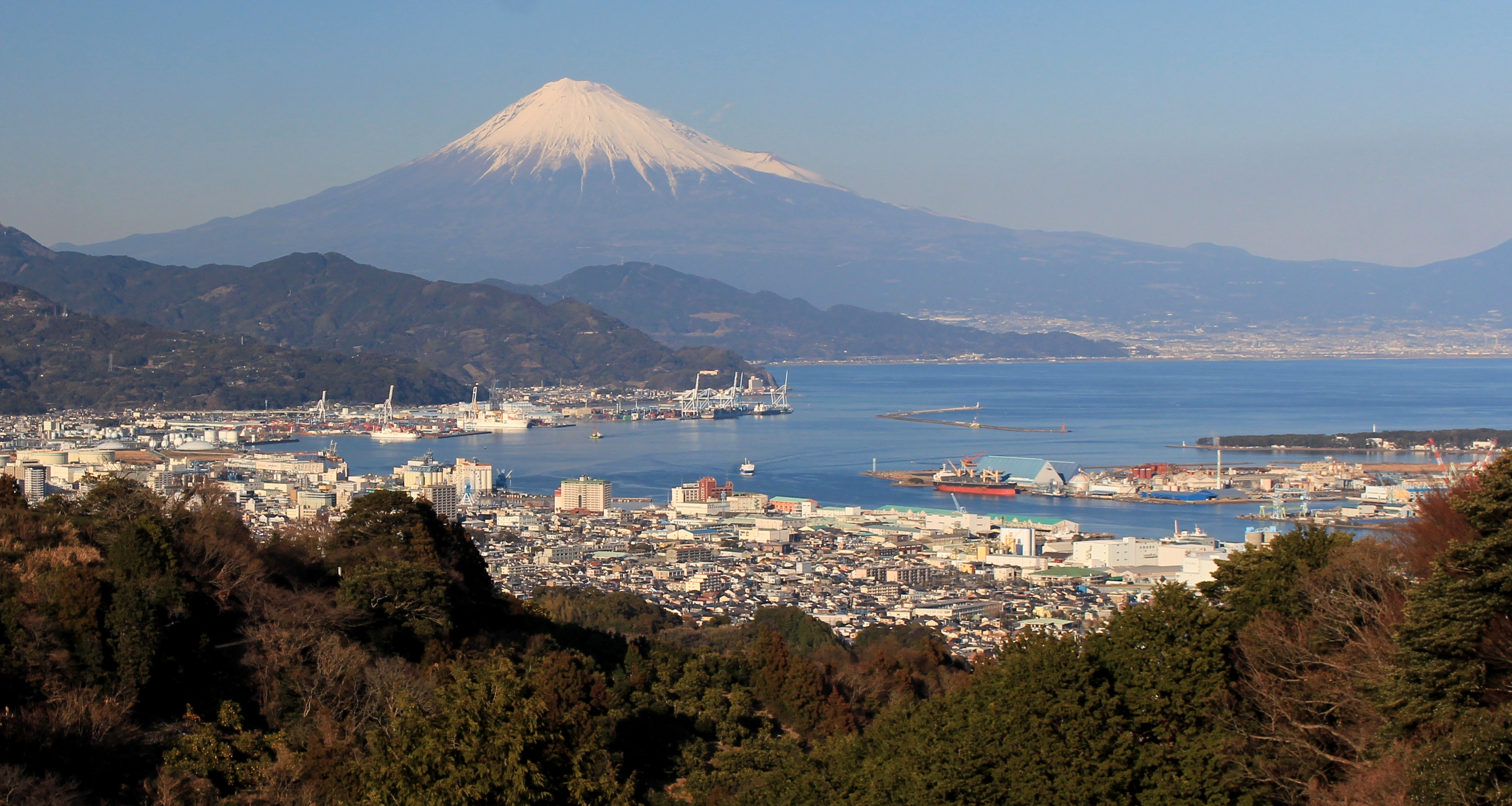
清水港
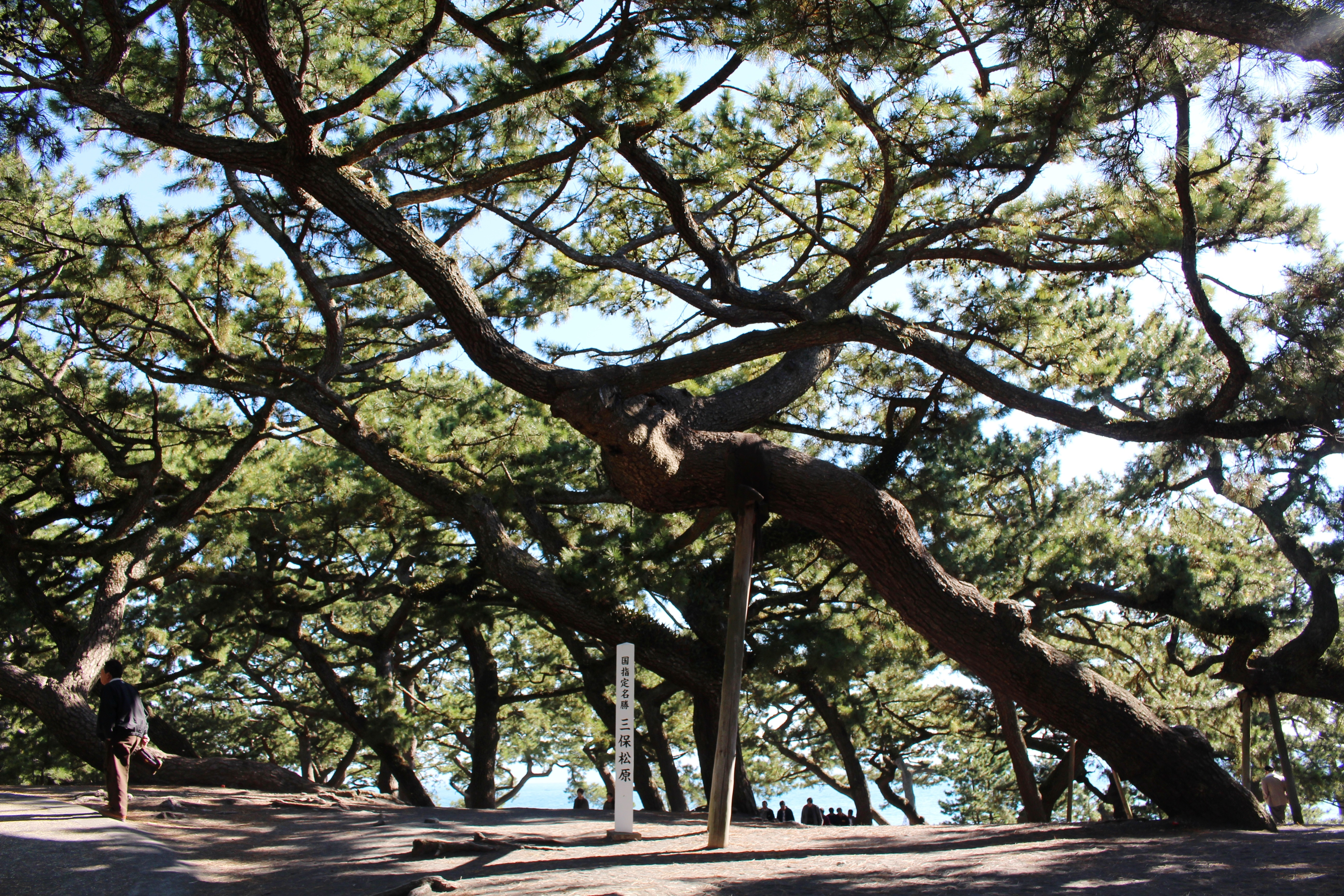
三保の松原
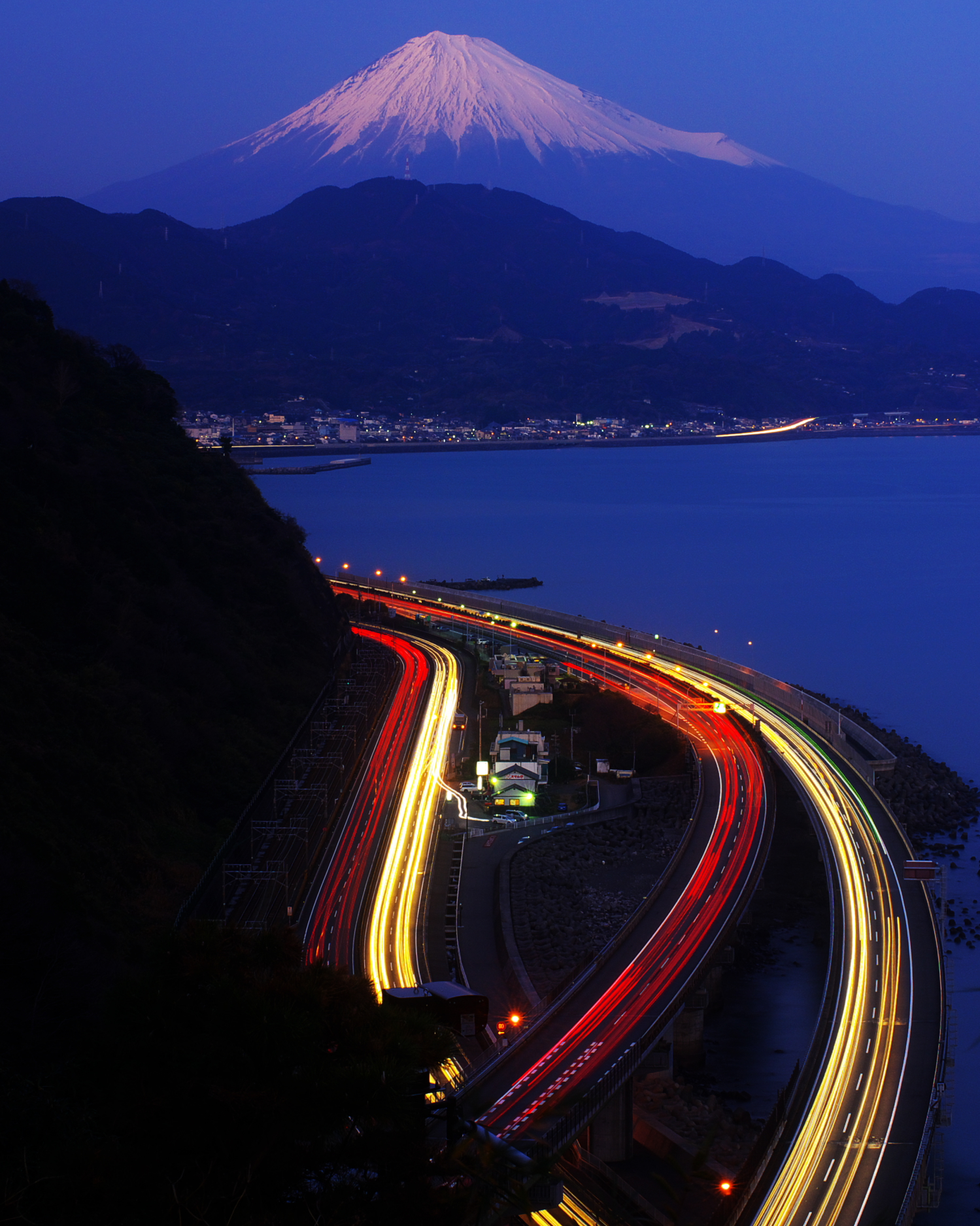
薩埵峠
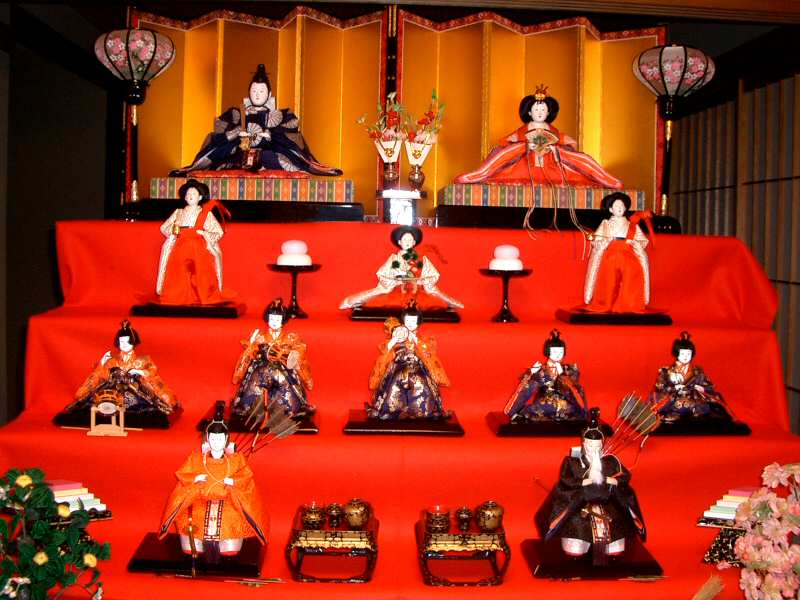
ひな人形
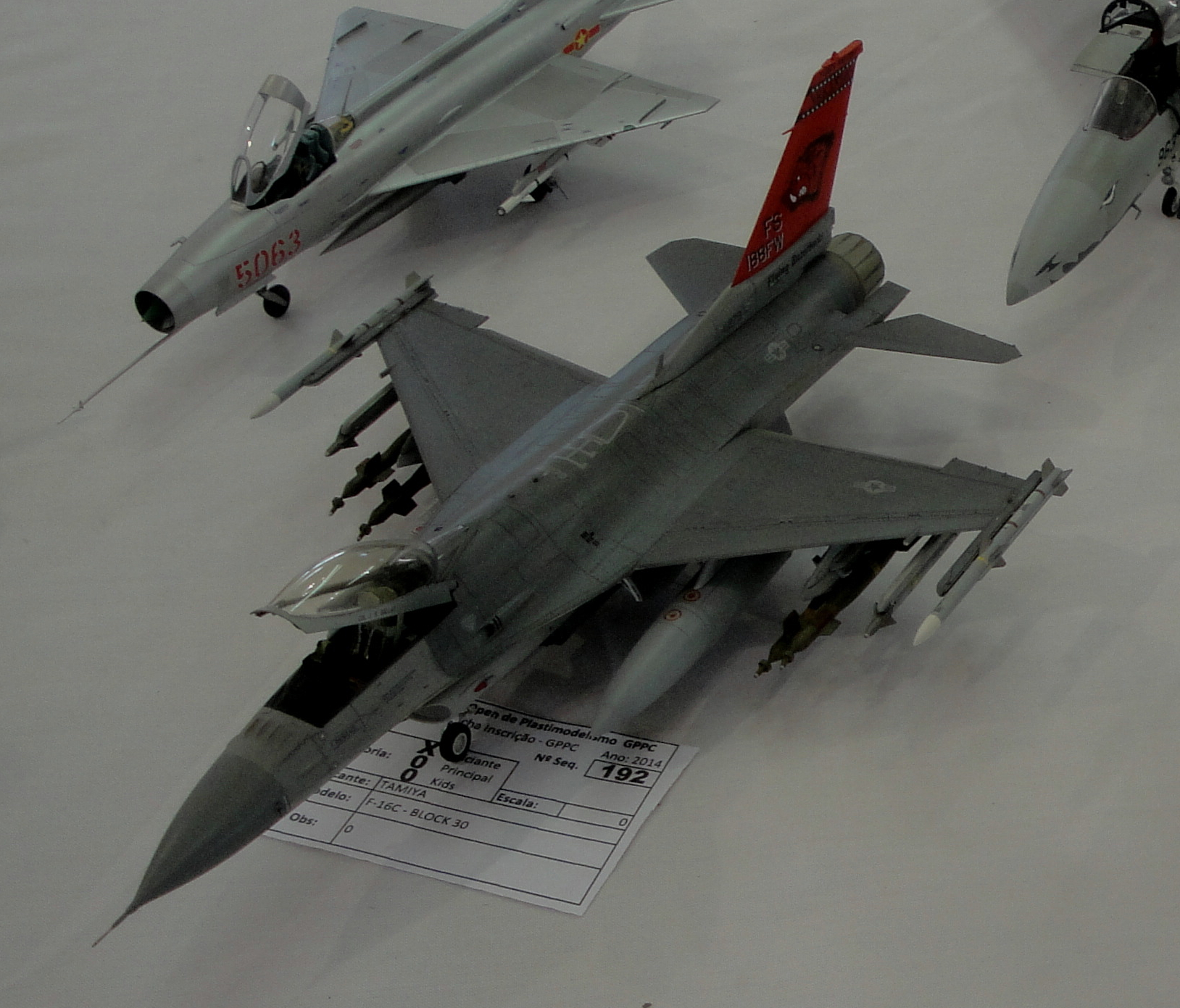
プラモデル
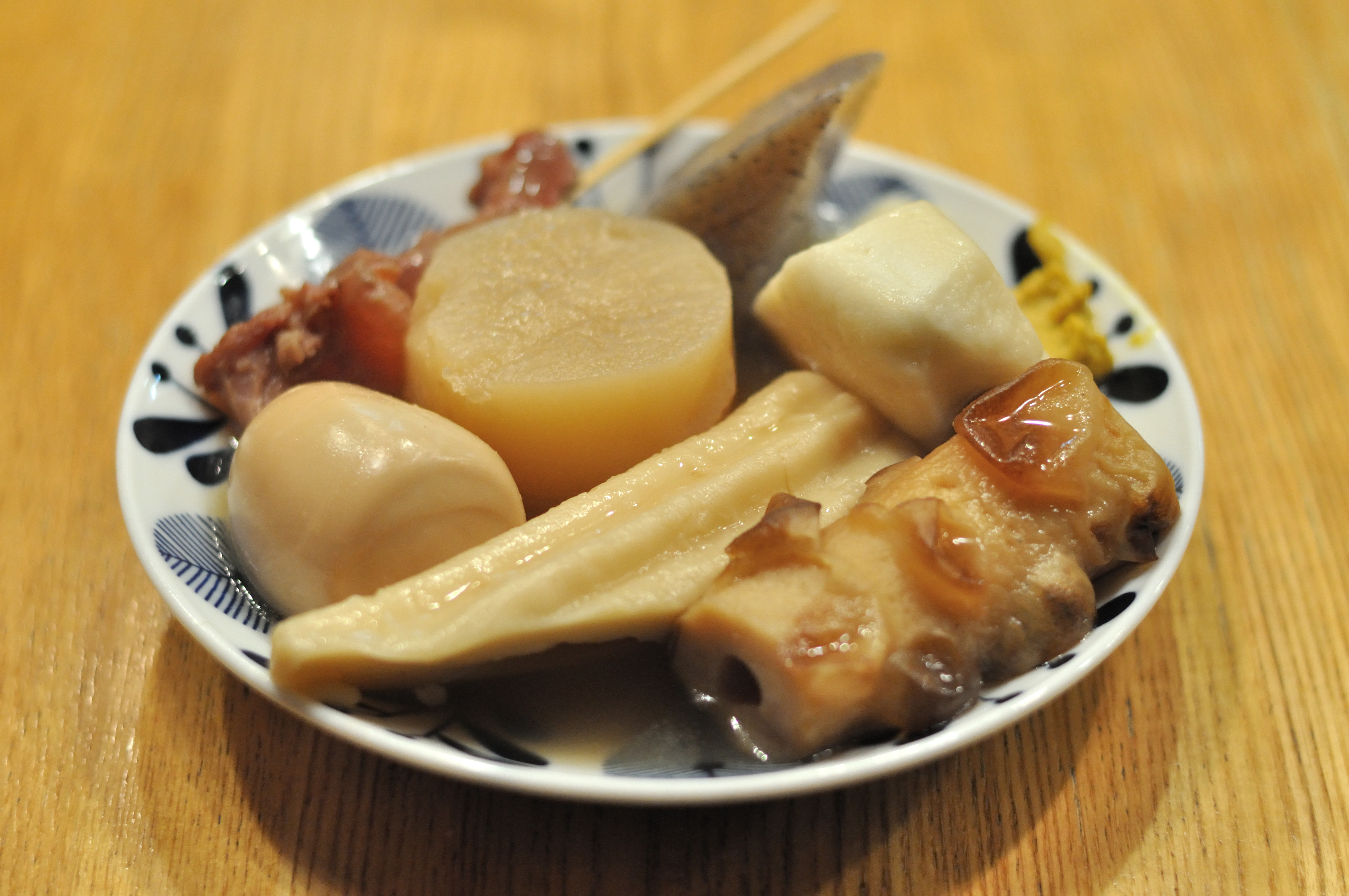
静岡おでん
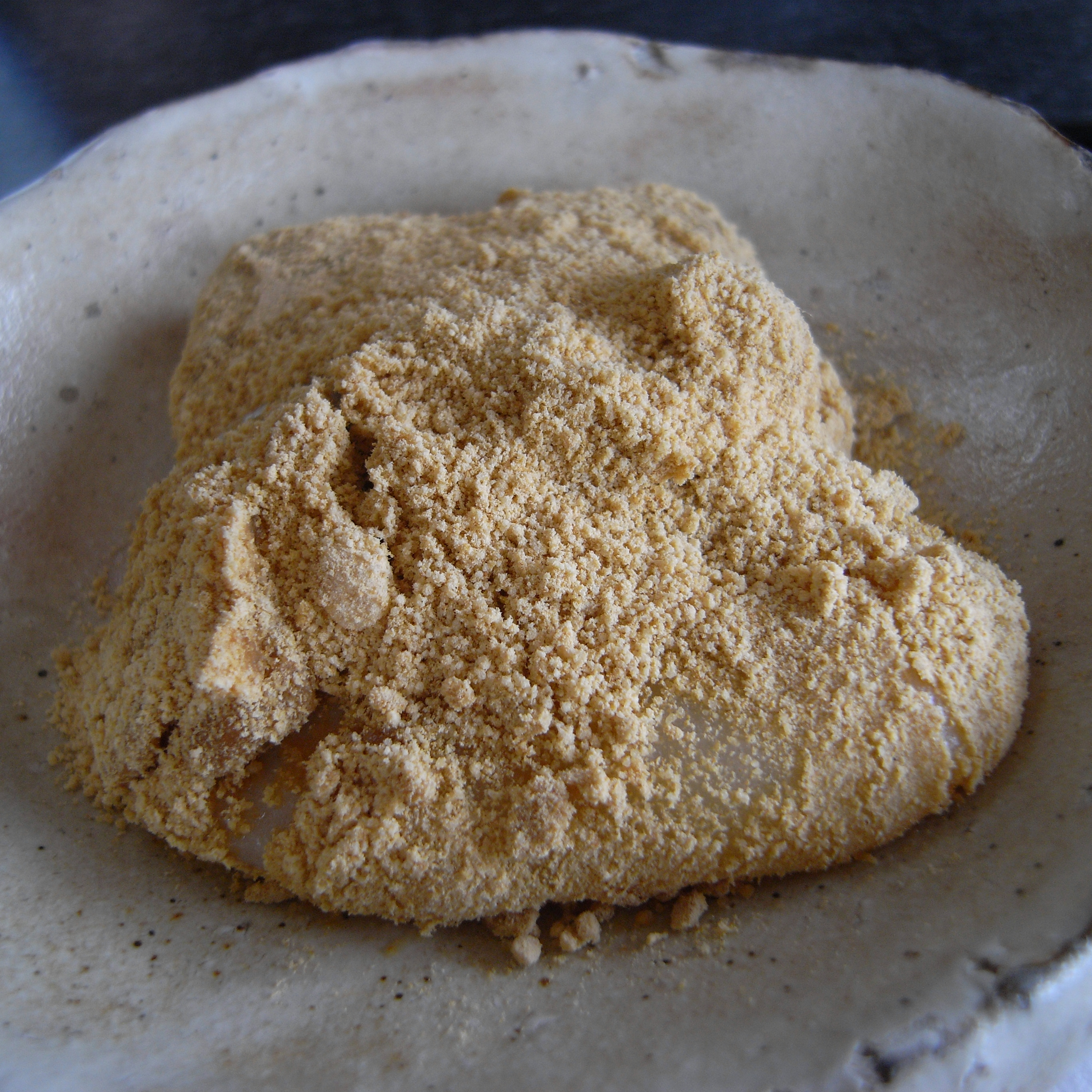
安倍川もち
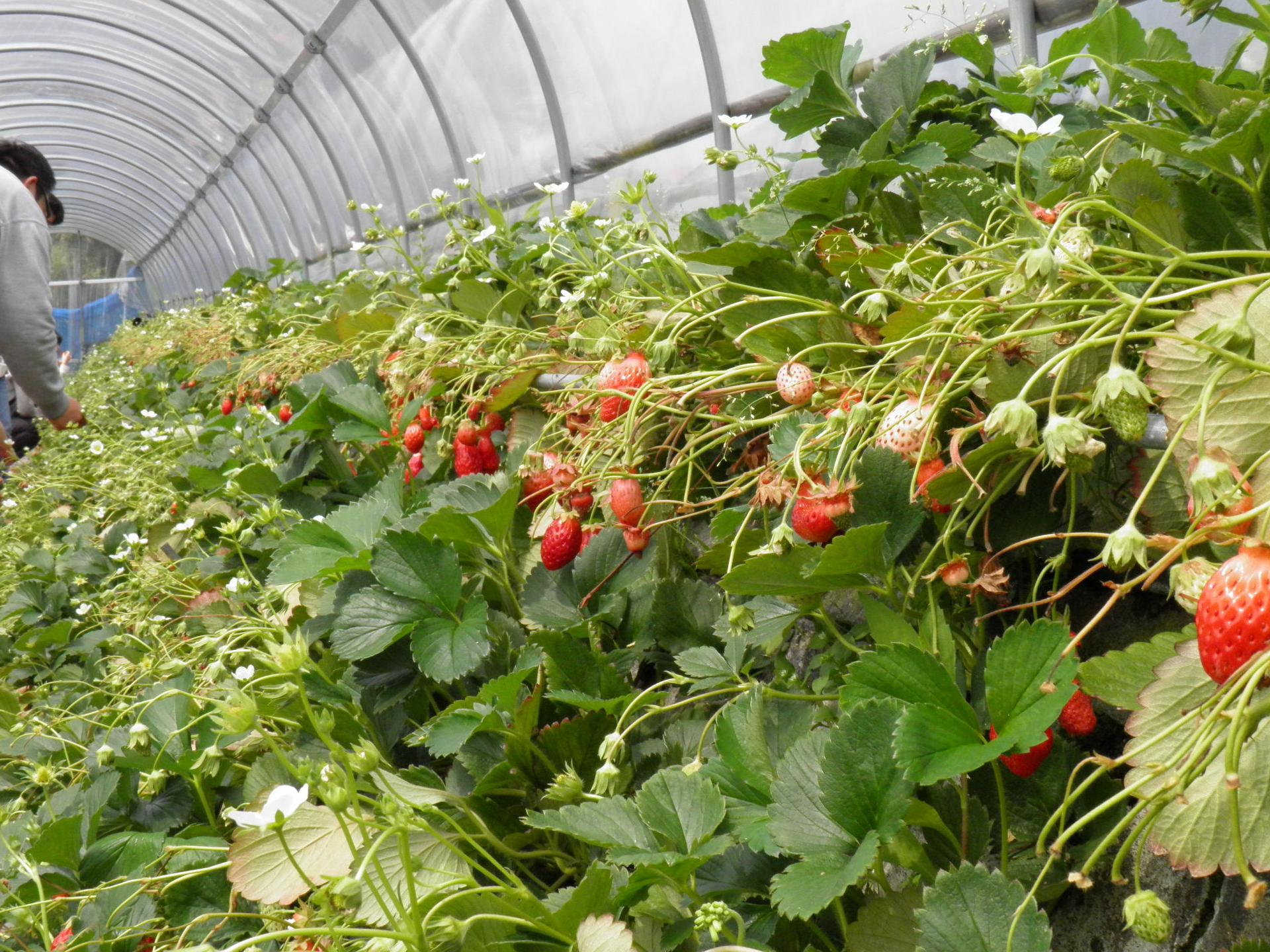
石垣いちご
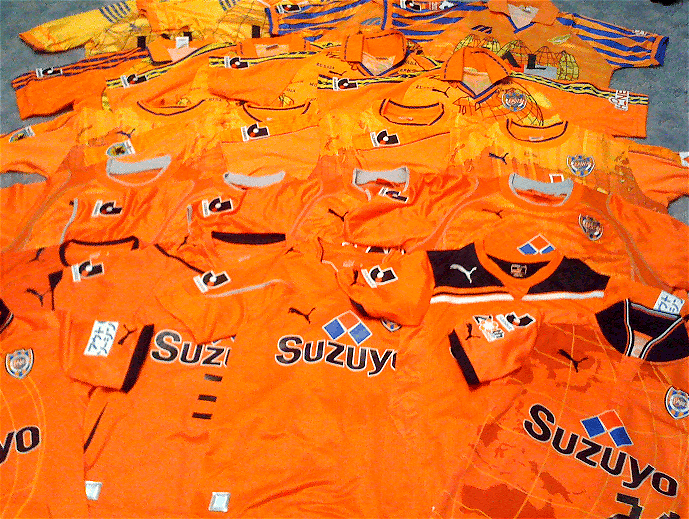
清水エスパルス
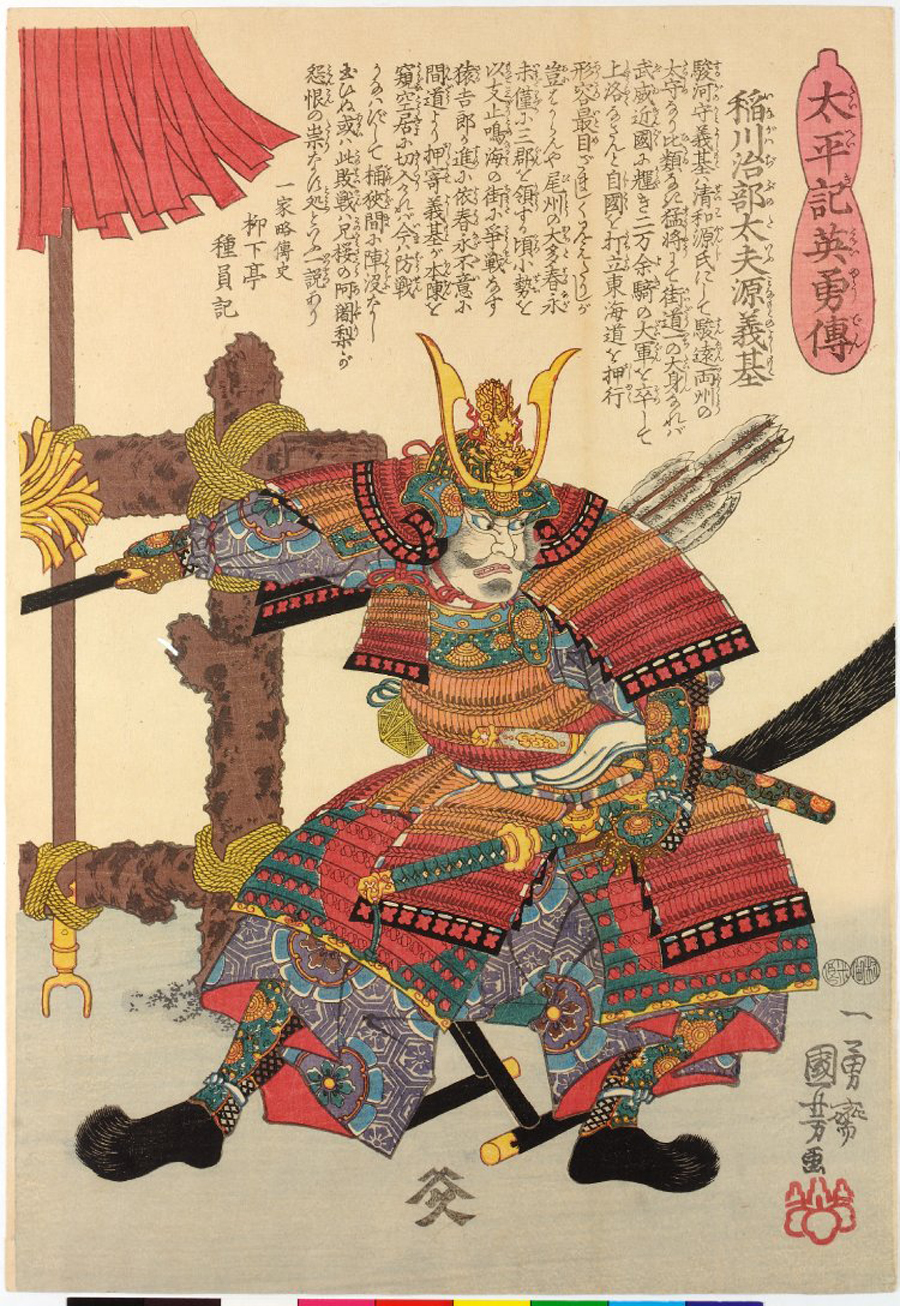
今川義元
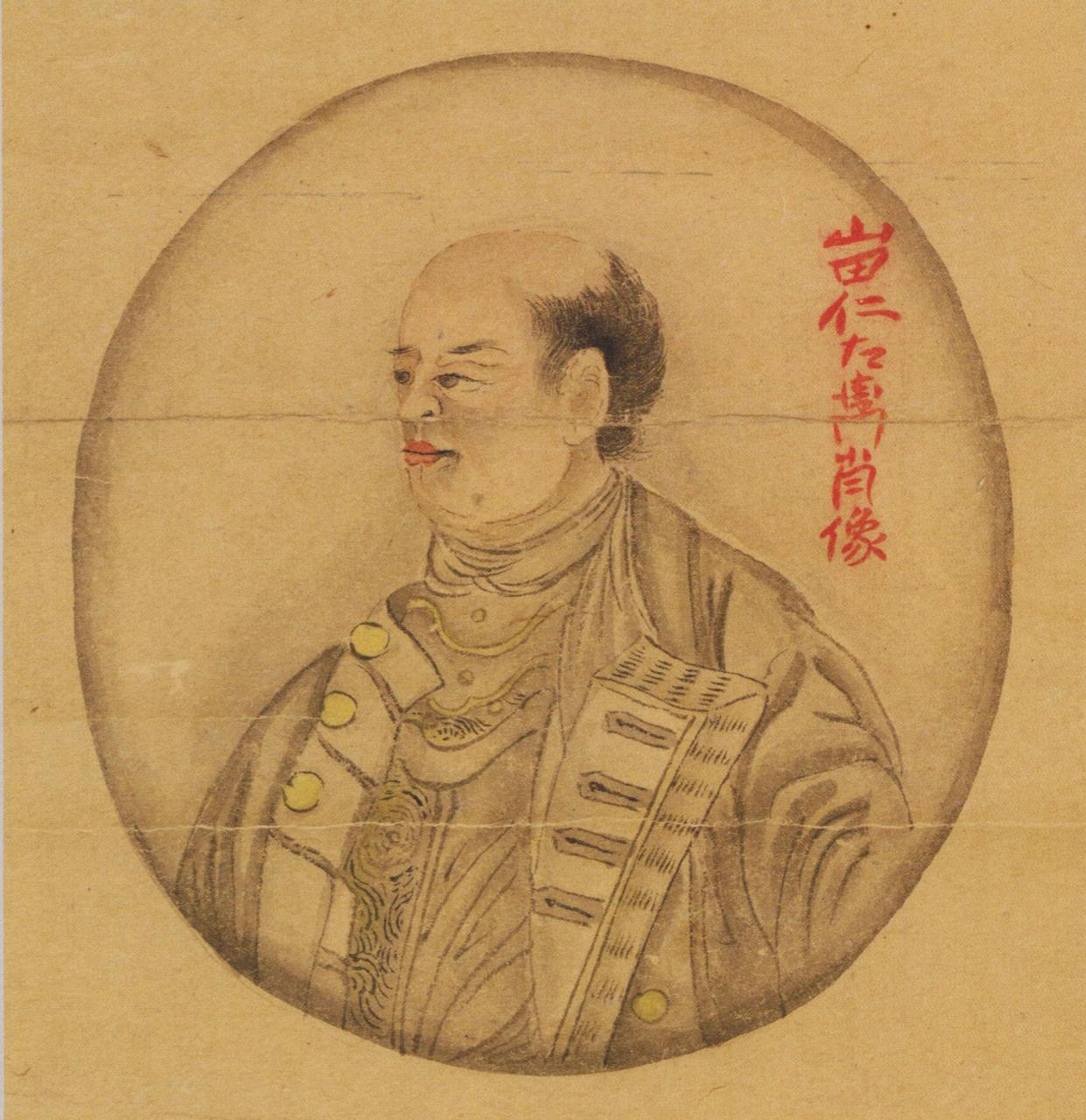
山田長政